# Mundialito féminin de football
Ne pas confondre avec le Mundialito et le BSWW Mundialito.
Le Mundialito féminin est une compétition de football féminin non homologuée par la FIFA. Le tournoi oppose des sélections nationales et se déroule à cinq reprises entre 1981 et 1988. Le tournoi est à l'époque un des principaux événements d'un football féminin émergeant avant la création d'une véritable Coupe du monde en 1991 et de l'apparition du football féminin aux Jeux olympiques en 1996.
Avant d'être organisé régulièrement en Italie à partir de 1984, le tournoi est disputé une première fois en 1981 dans le cadre de l'exposition Kobe Port Island (神戸ポートアイランド博覧会, Kōbe Pōto ailando hakurankai), aussi appelé PORTOPIA'81 (ポートピア'81, Pōtopia'81) pour l'inauguration de l'artificielle île du Port.

## Palmarès
| Édition | Année | Pays hôte | Vainqueur  | Finaliste  | Troisième place | Quatrième place |
| ------- | ----- | --------- | ---------- | ---------- | --------------- | --------------- |
| 1re     | 1981  | Japon     | Italie     | Danemark   | Angleterre      | Japon           |
| 2e      | 1984  | Italie    | Italie     | Allemagne  | Angleterre      | Belgique        |
| 3e      | 1985  | Italie    | Angleterre | Italie     | Danemark        | États-Unis      |
| 4e      | 1986  | Italie    | Italie     | États-Unis | Chine           | Japon           |
| 5e      | 1988  | Italie    | Angleterre | Italie     | États-Unis      | France          |